# Dioscorus II van Alexandrië
Dioscorus II van Alexandrië (gestorven in 517) was Patriarch van Alexandrië van 516 tot 517.
Dioscorus II steunde het gedachtegoed van zijn tijdgenoot patriarch Severus van Antiochië, het miafysitisme. Hij was amper een jaar patriarch van Alexandrië.